# Movimiento Campesino de Santiago del Estero
El Movimiento Campesino de Santiago del Estero o MoCaSE es una agrupación argentina de la provincia homónima, que reúne a 20 mil familias de productores de algodón, ganado caprino y bovino para la producción de carnes, leches y quesos, cuya misión es la lucha por la tierra y la mejora de las condiciones de vida de las familias campesinas.

## Historia
En 1947 el gobierno de Juan Domingo Perón expropió 250.000 hectáreas localizadas al sur de la provincia de Santiago del Estero, hasta entonces en manos de empresas británicas. Treinta años después, en 1977, durante un gobierno militar, el Estado Nacional vendió esas tierras a José Masoni, quien logró así escriturarlas a su nombre y en 1994 se las transfirió a sus hijos. A partir de entonces empezaron a presionar para desalojar a los pobladores que ocupan históricamente estas tierras.
El 4 de agosto de 1990 en Quimilí, departamento de Moreno, Santiago del Estero, ante los desalojos y despojos de las familias por parte de copropietarios que ostentaban y ostentan títulos de propiedad se conformó a partir de trece organizaciones surgidas durante las décadas precedentes el Movimiento Campesino de Santiago del Estero. Zenón “Chuca” Ledesma, procedente de Los Juríes, fue elegido como su primer presidente.
En 1999 el MoCaSE organizó un congreso llamado “Campesinos y campesinas unidos en la lucha por la tierra y la justicia” en Santiago del Estero. La convocatoria incluyó a las organizaciones pertenecientes al MoCaSE y a delegaciones campesinas invitadas, tanto de la propia provincia, como de otras.
El movimiento se dividió en el año 2001, debido a diferencias internas en cuanto a la forma de organización y toma de decisiones, dando lugar al Movimiento Campesino de Santiago del Estero VC (Vía Campesina) y al Movimiento Campesino de Santiago del Estero histórico o PSA (Programa Social Agropecuario).
En 2007 surgió la Escuela de Agoecología del MoCaSE VC, buscando resolver cuestiones básicas en relación con las necesidades educativas del campesinado.
En 2011 el MoCaSE fundó la Universidad Campesina - Sistemas Rurales Indocampesinos (Unicam SURI) en Ojo de Agua, con el objetivo de aportar a la formación política y técnica de la juventud campesina indígena y de los barrios populares.

## Usurpaciones de tierra
El MoCaSE tiene varias denuncias por usurpaciones de tierra.